# Escalas melografiadas
Escalas, llamada también (equivocadamente) Escalas melografiadas, es una colección de relatos y cuentos del poeta peruano César Vallejo, publicada en 1923. Incluye algunos de los más celebrados cuentos del autor, como «Más allá de la vida y la muerte», «Los caynas» y «Cera».

## Publicación
Esta obra fue el tercer libro que publicó Vallejo (los anteriores fueron los poemarios Los heraldos negros y Trilce), y el primero de género narrativo. La impresión se hizo en los talleres de la Penitenciaría de Lima, con una tirada de 200 ejemplares (marzo de 1923). El libro tenía 135 páginas y un índice.
La primera parte del libro («Cuneiformes») abarca seis relatos o estampas que Vallejo compuso durante su estada en la cárcel de Trujillo, entre 1920 y 1921. La segunda parte («Coro de vientos»), reúne seis cuentos que el autor compuso entre 1921 y 1922.
El autor costeó esta edición usando el monto del premio que ganó en un concurso literario de 1922 con su relato «Más allá de la vida y la muerte», que precisamente forma parte de la colección. También recibió la ayuda económica de su amigo Crisólogo Quesada.
Posteriormente, fue incluida en la recopilación narrativa titulada César Vallejo. Novelas y cuentos completos (Lima, 1967, Francisco Moncloa Editores), edición que fue supervisada por Georgette Vallejo, la viuda del poeta.
En 1988, el peruanista francés Claude Couffon anunció el descubrimiento de un ejemplar de la primera edición de la obra, con anotaciones y enmiendas del mismo puño y letra de Vallejo. Al parecer, el poeta se había propuesto realizar una nueva edición corregida de su obra, pero no pudo concretarla pues la muerte le sorprendió en 1938. Lo que se vislumbra en ese valioso ejemplar es que se había propuesto hacer un texto más fluido y de más fácil comprensión para los lectores. Siguiendo las indicaciones mencionadas en dicho ejemplar, se hizo una nueva edición de obra, con el título de Escalas melografiadas (Arequipa, 1994, Universidad Nacional de San Agustín).

## Título correcto
El título correcto, tal como lo concibió el autor, es Escalas. La inclusión de melografiadas se debe a una mala interpretación surgida posteriormente: en la cubierta del libro de la edición príncipe (o primera edición) se puede leer con letras grandes Escalas, cerradas por un adorno o viñeta, y sólo luego de la viñeta figura en una línea más abajo y con letras más pequeñas Melografiadas, palabra conectada con las líneas siguientes: por / César A. Vallejo, de tal modo que debe leerse el conjunto como Escalas / melografiadas / por / César A. Vallejo. Siendo la melografía la escritura musical, equivale pues a Escalas escritas por César Vallejo (se sobreentiende ahora más claramente que «melografiadas» no puede formar parte del título, ya que equivale a «escritas»). En la primera página o portada interior, aparece, para desvanecer cualquier duda, solo ESCALAS.

## Estructura
Escalas se divide en dos secciones perfectamente equilibradas, tituladas «Cuneiformes» y «Coro de vientos», con seis composiciones cada una. El significado de dichos títulos todavía es un enigma; el poeta nunca dio una explicación. Ricardo Silva-Santisteban y Ricardo González Vigil creen que «Cuneiformes» hace alusión, por comparación, a la escritura cuneiforme, una escritura de significado enigmático labrada en una superficie dura, como la que se hace en las paredes de una cárcel (los relatos de ese grupo fueron compuestos por Vallejo estando en prisión). En cuanto a «Coro de vientos», haría alusión a los instrumentos de viento, lo que se complementaría con el título de la obra, Escalas (o Escalas melografiadas), que alude a las escalas musicales.

### «Cuneiformes»
Esta sección agrupa relatos o estampas lírico-narrativas cercanas al lenguaje poético empleado en Trilce. Son los siguientes:
- Muro Noroeste
- Muro Antártico
- Muro Este
- Muro dobleancho
- Alféizar
- Muro occidental

### «Coro de vientos»
Esta sección consta de relatos que se acercan más al género del cuento propiamente dicho, al que se puede calificar de psicopatológico, con fuerza muy dramática.
Los relatos o cuentos son los siguientes:
- Más allá de la vida y la muerte
- Liberación
- Los caynas
- El unigénito
- Mirtho
- Cera.

De entre ellos hay que destacar «Cera», que para muchos críticos es el más logrado cuento de Vallejo. Algunos de esos relatos se pueden calificar de vanguardistas.

## Principales cuentos

### Los caynas
Según Espejo Asturrizaga, para componer este cuento Vallejo se inspiró en su visita al manicomio de Lima conocido entonces como Asilo Colonia de la Magdalena. Es un cuento psicopatológico y fantástico que aborda la frontera entre la locura y la razón. Sus personajes son miembros de una familia de locos que se creen monos.

### «Cera»
Es un cuento de fantasía onírica, en su primera parte, y psicoanalítico, en su segunda. Está relatado en primera persona. El narrador, que se describe como un bohemio fumador de opio, observa a través de la cerradura de una puerta a Chale, un chino que está labrando unos dados cargados. Chale era un conocido apostador del barrio chino, que solía ganar grandes sumas de dinero; se sospechaba que hacía trampa. Posteriormente, el narrador va a la casa de juegos para observar en todo su accionar a Chale. Como siempre, la fortuna favorecía al chino. Hasta que un hombre misterioso se acerca a Chale y pacta con él una apuesta enorme. Dicho hombre, sigilosamente, saca un revólver y apunta a Chale en la cabeza, mientras realizan el juego. Chale arroja los dados y pierde.

## Acceso
El libro puede consultarse en el siguiente enlace: https://es.scribd.com/document/617712586/Escalas-melografiadas-Cesar-Vallejo-Nueva-version-establecida-por-Claude-Couffon#